# ماء زهر

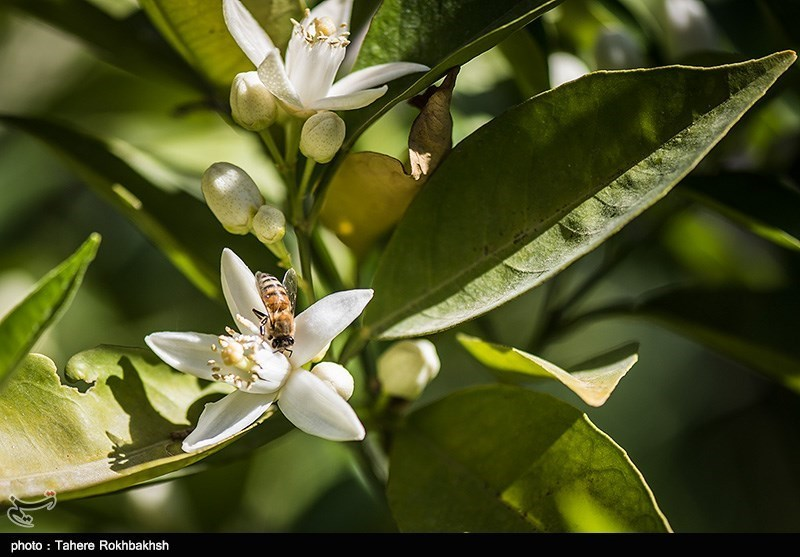
زهرة الأرنج أو اللارنج أو الأرنجه أو النارنج

للحصول على ماء الزهر لا بد من المرور بعملية تقطير الورد أو الزهر أو العطرشية، والتي تعود لزمن غير قريب. وهذه العملية الهدف منها بالأساس استخلاص مواد ذات نكهة مميزة لإعطاء مذاق رائع ومميز للشراب والأكل حين تضاف إليهما.
ولعل من أكثر البلدان التي أصبحت هذه العملية فيها عادة وأساسية في حياتها المطبخية ومن أعرق العادات فيها، هي تونس.
والغاية من تقطير هذه المواد الحصول على ماء الزهر، ماء الورد، ماء العطرشية وأيضاً ماء النسرى (المفيد جدا لمرضى القلب).

وهي عملية تحويل الزهر عبر تبخيره إلى ماء.

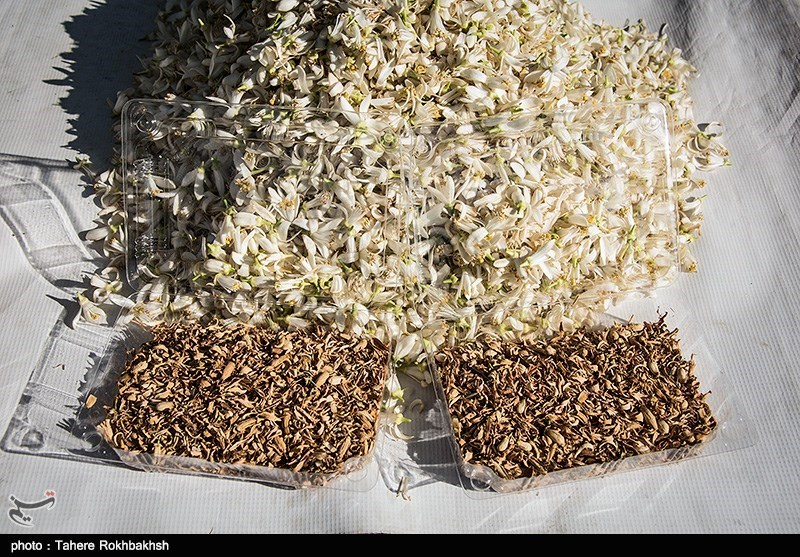
زهرة الارنج

تعتبر ولاية نابل التونسية، عاصمة تقطير الزهر، إذ بحلول فصل الربيع تزدان أشجار النارنج أو الأرنج بأزهار بيضاء اللون فواحة الرائحة، معلنة عن انطلاق موسم تقطير الزهر 

## تطوره
إلى جانب عملية التقطير التقليدية في المنازل، تتولى وحدات صناعية استخراج زيت "النيرولي"،
وهو خلاصة روح الزهر الذي يصدر للأسواق الخارجية ولا سيما الفرنسية بأسعار تصل إلى 5000 دولار للكيلوغرام ليستعمل في صناعة أرقى العطور العالمية.

## التقطير والإنتاج
يفضل التونسيون ماء الزهر الذي تقطّره ربّات البيوت في المنازل بواسطة القطّار التقليدي، ويقولون إن نكهته أفضل من الزهر المقطّر في المصانع.
- قبل تقطير الزهر يتم تجفيفه طيلة يومين على الأقل حتى يفرز الزيت وتكون نكهة ماء الزهر المستخرج منه جيّدة.
- ثم بوصل غطاء القطّار بأنبوب موصل بقارورة بلورية تسمّى “فاشكة” (قارورة بلوريّة دائرية الشكل وذات عنق طويل يحتفظ داخلها بماء الزهر).[3][4][5]
- الأنبوب يمرّ عبر إناء مملوء بالماء البارد وبذلك يتحول البخار المنساب في الأنبوب إلى قطرات تسقط في الفاشكة (القارورة) إلى أن تملأ بماء الزهر، ويتم تغيير ماء الإناء البارد باستمرار لتسهيل عملية تحول البخار إلى قطرات ماء”.